# Epierus planulus
Epierus planulus är en skalbaggsart som beskrevs av Wilhelm Ferdinand Erichson 1834. Epierus planulus ingår i släktet Epierus och familjen stumpbaggar. Inga underarter finns listade i Catalogue of Life.